# Gibson ES-335
Gibson ES-335是一款半空心電結他的型號，由吉普森結他公司(Gibson)於1958年開始銷售的。為最有名的半空心電結他型號之一。
現時，正式的ES-335型號是由Gibson及其子公司易普豐(Epiphone)所銷售，但有不少結他生產商製作及售賣其拷貝版本。

## 概要
ES系列电吉他最大的特点是半空心和F音孔，也就意味着ES是半空心电吉他。这种电吉他在表演民谣、流行和传统的摇滚时会有与众不同的效果，深得很多乐手的喜爱。常见的音乐人中，较多选择ES的有比·比·金、John Lennon和来自绿洲乐队的諾爾·蓋勒格。

## 外部連結
- （英文）ES-335